# Mal Anderson
Malcolm James »Mal« Anderson, avstralski tenisač, * 3. marec 1935, Theodore, Queensland, Avstralija
Mal Anderson se je štirikrat v posamični konkurenci uvrstil v finala turnirjev za Grand Slam. Edino zmago je dosegel leta 1957, ko je v finalu turnirja za Nacionalno prvenstvo ZDA premagal Ashleyja Cooperja. V finale turnirja se je uvrstil še leta 1958, ki ga je isti nasprotnik premagal, kot tudi v letih 1958 in 1972 na turnirjih za Prvenstvo Avstralije oziroma Odprto prvenstvo Avstralije, ko sta ga premagala Ashley Cooper in Ken Rosewall. Na turnirjih za Prvenstvo Anglije se je najdlje uvrstil v četrtfinale v letih 1956 in 1958, na turnirjih za Amatersko prvenstvo Francije pa v drugi krog leta 1957. Leta 1959 je dosegel svojo edino zmago profesionalnih turnirjih Pro Slam. V konkurenci moških dvojic je po enkrat osvojil Odprto prvenstvo Avstralije in Amatersko prvenstvo Francije, v konkurenci mešanih dvojic pa enkrat Prvenstvo Avstralije. V letih 1957 in 1973 je bil član zmagovite avstralske reprezentance na Davisovem pokalu. Leta 2000 je bil sprejet v Mednarodni teniški hram slavnih.

## Finali Grand Slamov

### Posamično (4)

#### Zmage (1)
| Leto | Turnir                   | Nasprotnik v finalu | Rezultat finala   |
| 1957 | Nacionalno prvenstvo ZDA | Ashley Cooper       | 10–8, 7–5, 6–44–6 |

#### Porazi (3)
| Leto | Turnir                          | Nasprotnik v finalu | Rezultat finala          |
| 1958 | Prvenstvo Avstralije            | Ashley Cooper       | 5–7, 3–6, 4–6            |
| 1958 | Nacionalno prvenstvo ZDA        | Ashley Cooper       | 2–6, 6–3, 6–4, 8–10, 6–8 |
| 1972 | Odprto prvenstvo Avstralije (2) | Ken Rosewall        | 6–7(2–7), 3–6, 5–7       |

### Moške dvojice (3)

#### Zmage (2)
| Leto | Turnir                       | Partner       | Nasprotnika v finalu     | Rezultat finala |
| 1957 | Amatersko prvenstvo Francije | Ashley Cooper | Don Candy Mervyn Rose    | 6–3, 6–0, 6–3   |
| 1973 | Odprto prvenstvo Avstralije  | John Newcombe | John Alexander Phil Dent | 6–3, 6–4, 7–6   |

#### Porazi (1)
| Leto | Turnir               | Partner       | Nasprotnika v finalu  | Rezultat finala |
| 1957 | Prvenstvo Avstralije | Ashley Cooper | Lew Hoad Neale Fraser | 3–6, 6–8, 4–6   |

### Mešane dvojice (1)

#### Zmage (1)
| Leto | Turnir               | Partner    | Nasprotnika v finalu      | Rezultat finala |
| 1957 | Prvenstvo Avstralije | Fay Muller | Jill Langley Billy Knight | 7–5, 3–6, 6–1   |